# Jennifer Martens
Jennifer Martens (* 26. August 1990 in Bremen) ist eine deutsche Fußballtorhüterin.

## Karriere
Martens startete ihre Karriere bei Werder Bremen, mit dem sie im Jahr 2009 in die 2. Bundesliga aufstieg. Im Sommer 2014 wechselte sie zum Bundesligaaufsteiger Herforder SV, kehrte jedoch nach einem Jahr und dem umgehenden Abstieg Herfords ohne Bundesliga-Einsatz wieder zu Werder Bremen zurück, das seinerseits den erstmaligen Aufstieg in die Bundesliga geschafft hatte. Am 30. August 2015 debütierte Martens gegen Mitaufsteiger 1. FC Köln in der Frauen-Bundesliga. Nach Ende der Saison 2015/16 legte sie zunächst eine Karrierepause ein und wechselte im Januar 2017 für ein halbes Jahr zum VfL Wolfsburg, da dort die Torhüterinnen Almuth Schult, Merle Frohms und Jana Burmeister während der Vorbereitung auf die Rückrunde der Saison 2016/17 gleichzeitig aufgrund von Verletzungen ausfielen. Am Saisonende gewann Martens mit den Wölfinnen das Double aus deutscher Meisterschaft und DFB-Pokal, ohne in einem der Wettbewerbe selbst zum Einsatz gekommen zu sein.

## Erfolge
- Deutscher Meister 2017
- DFB-Pokalsieger 2017